# Georgisch-Ossetisch conflict
Het Georgisch-Ossetisch conflict verwijst naar het etnisch-politieke conflict in de facto regio Zuid-Ossetië in Georgië, dat begon in 1989 en leidde tot een oorlog. Ondanks het door Rusland bemiddelde staakt-het-vuren en talrijke vredesinspanningen, zoals een Russische vredesmacht, bleef het conflict onopgelost en bleven grote delen van het gebied buiten het gezag van de Georgisch centrale overheid. Een poging van de Georgische regering in zomer 2004 om het gebied weer onder controle te krijgen mislukte. De daaropvolgende jaren nam de Russische druk op Georgië stapsgewijs toe, wat in augustus 2008 resulteerde in een oorlog tussen Georgië en Rusland om Zuid-Ossetië.

## Oorsprong van het conflict
Het conflict tussen Georgiërs en Osseten dateert uit ten minste 1918. Na de Russische Revolutie verklaarde Georgië zich in 1918 onafhankelijk als Democratische Republiek Georgië. Het land werd sindsdien door de mensjewieken geregeerd, terwijl de Osseten voornamelijk bolsjewistische sympathieën hadden en steun kregen van bolsjewistisch Rusland. In 1920 vond er een Osseetse opstand plaats, geholpen door Osseetse milities uit Rusland. Tijdens de confrontaties met het Georgische leger en de vlucht van tienduizenden Osseten naar het noorden kwamen volgens de Osseten duizenden om in wat zij de 'Osseetse genocide' noemen. In 1921 viel het Rode Leger de Democratische Republiek Georgië binnen en werd het land ingelijfd door Sovjet-Rusland. In april 1922 werd de Zuid-Ossetische Autonome Oblast gevormd als onderdeel van de Georgische Socialistische Sovjetrepubliek.
Eind jaren 80, toen het perestrojka-beleid in werking gesteld werd door president Michail Gorbatsjov namen het nationalisme in de Georgische Socialistische Sovjetrepubliek en het streven naar onafhankelijkheid van het land toe. Terwijl er in Zuid-Ossetië werd gestreefd naar onafhankelijkheid van Georgië en eenwording met Noord-Ossetië in Rusland. Op 10 november 1989 besloot de Zuid-Ossetische Opperste Sovjet om Zuid-Ossetië te promoveren van een autonome oblast naar een autonome republiek (gelijke Adzjarië en Abchazië). De Georgische Opperste Sovjet verklaarde het besluit vervolgens ongrondwettelijk en op 23 november marcheerden duizenden Georgische nationalisten die geleid werden door Zviad Gamsachoerdia en andere oppositieleiders om een demonstratie te houden in Tschinvali, de hoofdstad van Zuid-Ossetië. Osseten en lokale politie blokkeerden de wegen de stad in. De Georgische demonstranten hielden een maandenlange tegenblokkade waardoor uiteindelijk vele gewonden en enkele doden vielen. 
In maart 1990 nam de Georgische Opperste Sovjet een decreet aan dat de soevereiniteit van de republiek moest garanderen en wees het het Unie Verdrag van 1922 af. Een paar maanden later werden alle rechtshandelingen vanaf 1921 onwettig verklaard. Nadat in augustus 1990 regionale partijen werden verboden mee te doen aan de verkiezingen voor het nieuwe parlement, wat in Zuid-Ossetië opgevat werd als gericht tegen hun nationalistische beweging Volksfront, verklaarde Zuid-Ossetië zich op 20 september als Zuid-Ossetische Democratische Sovjetrepubliek volwaardig onderdeel van de Sovjet-Unie. Na de verkiezingen in de Georgische Sovjet Republiek, die door nationalist Gamsachoerdia werden gewonnen, beëindigde het Georgische parlement op 11 December 1990 de autonome status van Zuid-Ossetië, waarna op 12 december 1990 de noodtoestand in Zuid-Ossetië werd afgekondigd. Georgische en Sovjet troepen trokken vervolgens de regio binnen. 
Begin januari 1991 begon de Oorlog in Zuid-Ossetië (1991-1992).